# 15 (število)
15 (pétnajst ali petnájst) je naravno število, za katero velja 15 = 14 + 1 = 16 − 1.

## V matematiki
- tretje šestkotniško število {\displaystyle 15=3\left(2\cdot 3-1\right)}.
- tretje Zuckermanovo število v bazi 10: {\displaystyle 15\mid 1\cdot 5=5\,\!}.
- peto trikotniško število {\displaystyle 15=5(5+1)/2\,\!}.
- peto Bellovo število.
- šesto polpraštevilo.
- šesto srečno število.
- osmo sestavljeno število.
- najmanjše število, katerega vsota njegovih števk je enaka 15 je 69 (6+9=15).
- vsota vseh pozitivnih deliteljev števil od 1 do 4: {\displaystyle 15=1+1+2+1+3+1+2+4}.
- število rešitev Známovega problema dolžine 7.

### Dokazi
- magična konstanta v magičnem kvadratu 3 x 3 : {\displaystyle M_{2}(3)={\frac {3(3^{2}+1)}{2}}}

{\displaystyle {\begin{bmatrix}8&1&6\\3&5&7\\4&9&2\\\end{bmatrix}}}

## V znanosti
- vrstno število 15 ima fosfor (P).

## Drugo

### Leta
- 415 pr. n. št., 315 pr. n. št., 215 pr. n. št., 115 pr. n. št., 15 pr. n. št.
- 15, 115, 215, 315, 415, 515, 615, 715, 815, 915, 1015, 1115, 1215, 1315, 1415, 1515, 1615, 1715, 1815, 1915, 2015, 2115